# Stazione di Genga-San Vittore Terme
Stazione di Genga-San Vittore Terme vasútállomás Olaszországban, Marche régióban, Genga településen.

## Vasútvonalak
Az állomást az alábbi vasútvonalak érintik:
- Ancona–Orte -vasútvonal

## Kapcsolódó állomások
A vasútállomáshoz az alábbi állomások vannak a legközelebb: 
- Stazione di Serra San Quirico
- Albacina old railway station